# 沼川駅

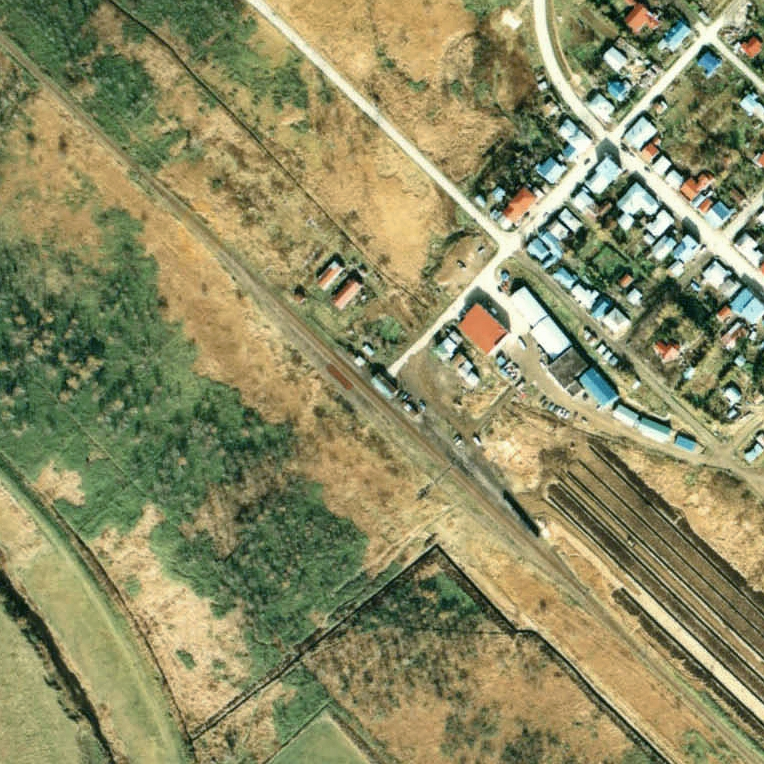
1977年の沼川駅と周囲約500m範囲。左上が南稚内方面。相対式ホーム2面2線と駅舎横の貨物ホームへ引込み線、駅裏側に副本線とストックヤードを持っているが、扱うべき貨物の姿が無い。かつては駅裏のヤード南側の丁度水路が直角に曲がっている辺りに、馬力線の殖民軌道沼川線の大きな屋根を持つ停留所が置かれ、軌道はさらにヤードを縦断するように伸びていて、幌延奥地の北澤や、豊富奥地の有明方面から運び入れた多くの木材や石炭が周囲に野積みされていた。右下に本線と並行して水路脇を南東に向かう軌道跡が白く残されている。

沼川駅（ぬまかわえき）は、北海道（宗谷支庁）稚内市大字声問村字沼川にあった北海道旅客鉄道（JR北海道）天北線の駅（廃駅）である。電報略号はヌワ。事務管理コードは▲121916。

## 歴史
- 1922年（大正11年）11月1日 - 鉄道省宗谷本線鬼志別駅 - 稚内駅（後の南稚内駅）間延伸開通（宗谷本線全通）に伴い開業[5][6]。一般駅[7]。
- 1930年（昭和5年）4月1日 - 音威子府駅 - 稚内駅間を宗谷本線から削除し線路名を北見線に改称、それに伴い同線の駅となる。
- 1933年（昭和8年）11月 - 殖民軌道沼川線（後の幌沼線）開業。
- 1949年（昭和24年）6月1日 - 公共企業体である日本国有鉄道に移管。
- 1961年（昭和36年）4月1日 - 線路名を天北線に改称、それに伴い同線の駅となる。
- 1964年（昭和39年） - 簡易軌道幌沼線廃止。
- 1973年（昭和48年）9月17日 - 出札・改札業務を業務委託化。但し、閉塞扱いの運転要員は継続配置[8]。
- 1982年（昭和57年）6月1日 - 貨物取扱い廃止[1]。
- 1984年（昭和59年）2月1日 - 荷物取扱い廃止[1]。
- 1986年（昭和61年）11月1日 - 交換設備撤去。同時に閉塞扱いを廃止。業務委託を終了し完全無人化[9][10]。
- 1987年（昭和62年）4月1日 - 国鉄分割民営化により、北海道旅客鉄道（JR北海道）の駅となる[1]。
- 1989年（平成元年）5月1日 - 天北線の廃線に伴い廃止となる[1]。

### 駅名の由来
「付近には『沼』と『川』が相連なっている所が多くあるため」の命名とされている。

## 駅構造
廃止時点で、単式ホーム1面1線を有する地上駅であった。ホームは線路の東側（南稚内方面に向かって右手側）に存在した。そのほか1983年（昭和58年）時点では音威子府方から分岐し駅舎南側の切欠き部分の貨物ホームへの貨物側線を1線有していた。但し分岐器近くに車止めが置かれていた。
かつては相対式ホーム2面2線を有する列車交換可能な交換駅であった。1983年（昭和58年）時点では使われなくなった外側の1線は交換設備運用廃止後も側線として残っていた。尚、分岐器は両方向とも維持されていたが、分岐器近くに車止めが置かれていた。また本線の南稚内方から分岐した分岐器が撤去され途中に車止めの置かれた行き止まりの側線を1線有していた。
無人駅（駅舎内で発券の簡易委託駅）となっており、有人駅時代の木造駅舎が残っていた。駅舎は構内の東側に位置しホーム中央部に接していた。事務室の窓だけアルミサッシとなっており、待合室など他の窓は防寒のためにビニールで覆っていた。1983年（昭和58年）時点の簡易委託の駅務員は植木好きの元漁船長で、駅横に櫟などを植樹していたという。
また、1933年（昭和8年）から1964年（昭和39年）まで、駅裏に殖民軌道幌沼線（沼川線）の停留場が置かれていた。

## 利用状況
乗車人員の推移は以下のとおり。年間の値のみ判明している年については、当該年度の日数で除した値を括弧書きで1日平均欄に示す。
| 年度               | 乗車人員 | 乗車人員 | 出典   | 備考 |
| 年度               | 年間     | 1日平均  | 出典   | 備考 |
| ------------------ | -------- | -------- | ------ | ---- |
| 1935年（昭和10年） | 14,945   | (40.8)   | [ 12 ] |      |
| 1949年（昭和24年） | 57,533   | (157.6)  | [ 12 ] |      |
| 1968年（昭和43年） | 78,581   | (215.3)  | [ 13 ] |      |
| 1970年（昭和45年） | 65,519   | (179.5)  | [ 13 ] |      |
| 1975年（昭和50年） | 45,026   | (123.4)  | [ 13 ] |      |
| 1978年（昭和53年） |          | 107      | [ 14 ] |      |
| 1980年（昭和55年） | 30,447   | (83.4)   | [ 13 ] |      |
| 1985年（昭和60年） | 18,557   | (50.8)   | [ 13 ] |      |

## 駅周辺
小さな集落があり、酪農地帯となっている。駅前道路沿いに民家が並び、駅裏は湿地帯となっていた。
- 北海道道138号豊富猿払線
- 北海道道1119号稚内豊富線
- 稚内市役所沼川支所
- 稚内警察署沼川駐在所
- 沼川郵便局
- 北宗谷農業協同組合沼川支所
- 稚内市立天北小中学校
- 沼川神社
- 沼川法華寺
- 寿徳寺
- 声問川
- 宇流谷川[15]
- 宗谷バス曲渕線「沼川」停留所

## 駅跡
2001年（平成13年）時点ではホームと駅名標、駅舎解体後の土台が放置され藪の中で朽ちている状態であったが、その後撤去された。2010年（平成22年）時点では旧駅構内に小公園が整備され、裏手にはホーム跡も残存していた。公園にはレプリカの駅名標と旧駅舎の写真を転写した「旧JR天北線沼川駅舎」と記載されたパネルが設置されている。

## 隣の駅
北海道旅客鉄道
天北線
曲淵駅 - 沼川駅 - 樺岡駅

## 簡易軌道幌沼線
かつて当駅から宗谷本線幌延駅へ、簡易軌道幌沼線（全通時の路線名）が運行されていた。幌延停車場 - 沼川停車場間34.9km。軌間762mm。動力は馬力。農業開発が目的であった。戦後の離農者の増加による人口減、及び施設の老朽化、さらに周辺道路の整備に伴い、部分廃止を経て1964年（昭和39年）全線廃止となった。

### 歴史
- 1920年代（大正年間）末期 - 幌延停車場 - 北沢停車場間が下エベコロベツ殖民軌道として計画される[20]。
- 1928年（昭和3年） - 殖民軌道幌延線幌延停車場 - 北沢停車場間工事着工[19][20]。
- 1929年（昭和4年）12月24日[21] - 幌延停車場 - 北沢停車場間（13.8km）開通[19][20]。
- 1932年（昭和7年）10月 - 北沢停車場 - 沼川停車場間工事着工（各集落毎の工事開始）[19]。
- 1933年（昭和8年）11月 - 殖民軌道沼川線[20]沼川停車場 - 上福永駅停車場（14.9km）開通[19][20]。
- 1934年（昭和9年）8月 - 沼川線上福永停車場 - 北沢停車場間（6.2km）延伸開通により全線開通（34.9km）[19][20]。
- 1936年（昭和11年） - 幌延線、沼川線が合併、線路名を幌沼線に改称[20][注 1]。
- 1948年（昭和23年）
  - - 幌延方に存在する熊越峠附近の軌道の崩落などで一部区間の運行不能となる[19]。
  - - 幌延停車場 - 北沢停車場間廃止[19][20]。線路名を沼川線に改称[20]。
- 1950年（昭和25年） - 北沢停車場 - 有明停車場間廃止[20]。
- 1964年（昭和39年） - 有明停車場 - 沼川停車場間（13.4km）廃止（全線廃止）[19][20][注 2]。

### 廃線跡
2011年（平成23年）時点では残存施設は無い。